# Monastyrschtschinski rajon
Der Monastyrschtschinski rajon (russisch Монастырщинский район) ist ein Rajon in der Oblast Smolensk in Russland. Er liegt ganz im Südwesten der Oblast. Auf einer Fläche von 1514 km² leben 11.000 Einwohner (2010). Verwaltungszentrum des Rajons ist Monastyrschtschina, eine Siedlung städtischen Typs mit etwa 3900 Einwohnern (2010).
Benachbarte Rajons sind – von Nordwesten aus im Uhrzeigersinn: Krasninski, Smolenski, Potschinkowski und Chislawitschski. Im Westen grenzt der Monastyrschtschinski rajon an Belarus.